# Келли, Мегин
Ме́гин Мари́ Ке́лли-Брант (англ. Megyn Marie Kelly-Brunt; род. 18 ноября 1970, Шампейн, штат Иллинойс, США) — американская журналистка и телеведущая, юрист.

## Биография
Мегин Мари Келли родилась в семье ирландского происхождения; выросла в Сиракузах в родном штате. Когда Мегин было 15 лет, её отец умер от сердечного приступа, и её мать позже повторно вышла замуж. У Мегин есть старший брат Пит Келли, проживающий в Атланте и сестра Сьюзан Кроссли — незамужняя мать троих детей.
В 1995 году М. Келли окончила Олбанскую юридическую школу. Последующие девять лет занималась юридической практикой в «Jones Day». Сначала работала юристом в «Chicago office of Bickel & Brewer LLP»; во время работы там стала соавтором статьи для Американской ассоциации юристов под названием «Конфликт ролей адвоката как директора», с чего и началась её журналистская карьера.

## Карьера на телевидении

### Начало карьеры
В 2003 году Келли переехала в Вашингтон, где начала работать репортёром на телеканале WJLA-TV, аффилированном с ABC. В этот период занималась освещением значимых событий местного и национального масштаба

### Fox News
В 2004 году журналистка начала работу на Fox News, вела юридический сегмент в программе Специальный репортаж с Брит Хум и собственную рубрику Суд Келли в Weekend Live. Появлялась в еженедельных сегментах программ Фактор О’Райли Билла О’Райли и На записи Греты Ван Састерен, посвящённых политическим и юридическим вопросам. Иногда была ведущей, но чаще заменяла коллег по выходным. 1 февраля 2010 году Келли начала вести собственное дневное шоу America Live, заменившее шоу Живая доска. Являлась приглашённым гостем в ночную сатирическую программу Fox News Красный глаз с/ Грегом Гатфелдом. В 2010 году аудитория Америки в прямом эфире выросла на 20 %, составив в среднем 1 293 000 человек, на 4 % выросла доля в возрастном сегменте 25-54, составив в среднем 268 000 человек. В декабре 2010 года вместе с Биллом Хеммером Мегин Келли стала ведущей специального новогоднего эфира.

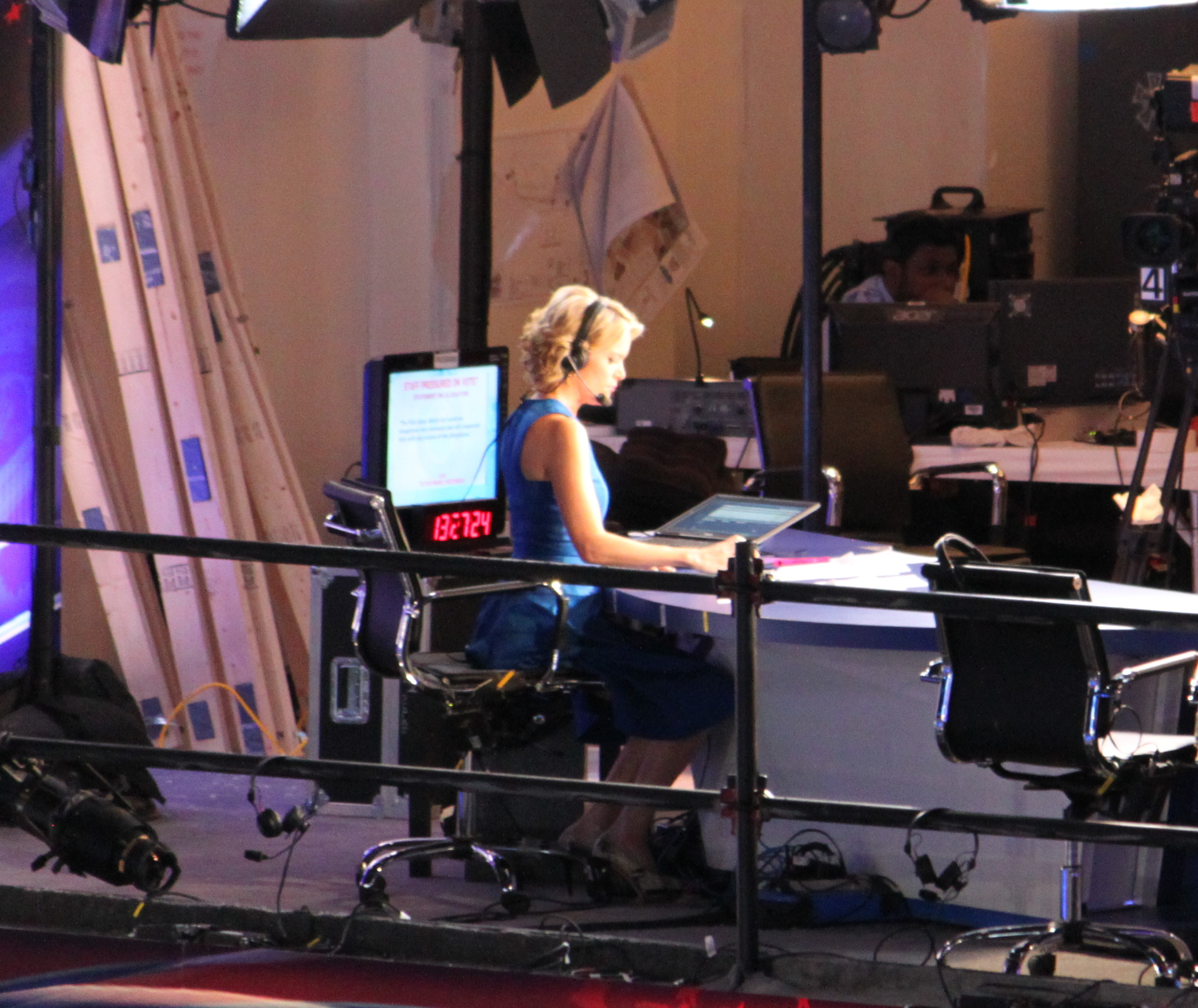
Мегин Келли во время освещения Fox News национального конвента демократической партии в 2012 году

В марте 2016 года стало известно, что Келли будет брать для кабельной сети Fox еженедельное интервью длительностью в один час в прайм-тайм у знаменитостей из мира «политики, экономики и других сфер человеческого интереса». Трансляция началась в мае, считающемся на телевидении неудобным месяцем для премьер, программе удалось привлечь 4,8 млн зрителей и получить третье место по рейтингам. В июле 2016 года Келли назвала себя одной из жертв сексуальных домогательств гендиректора Fox News Роджера Айлза. Через два дня Айлз покинул телеканал, получив отступные. Работа Келли в ходе национального конвента республиканской партии в 2016 году вызвала неоднозначную реакцию. В сентябре стало известно о сотрудничестве Келли с Майклом Де Лукой над сценарием комедии Embeds, посвящённой политическим журналистам, предназначенной для стримингового сервиса.
К концу года, в условиях окончания срока контракта, журналистка начала рассматривать предложения со стороны других телесетей. В январе 2017 года The New York Times сообщала о её планах покинуть Fox News ради NBC News, где ей уготованы собственное дневное шоу и новостное шоу глубоким воскресным вечером наряду с участием в освещении главных политических и новостных событий. Сообщалось, что новая дневная программа займёт место третьего часа программы Today, Today's Take. Журналистка покинула Fox News 6 января 2017 года, после выхода последнего эпизода Файла Келли. В январе 2017 года People со ссылкой на неназванный источник сообщал о существовании соглашения о конкуренции, запрещающего Келли до июля работать в конкурирующих СМИ.

### NBC News

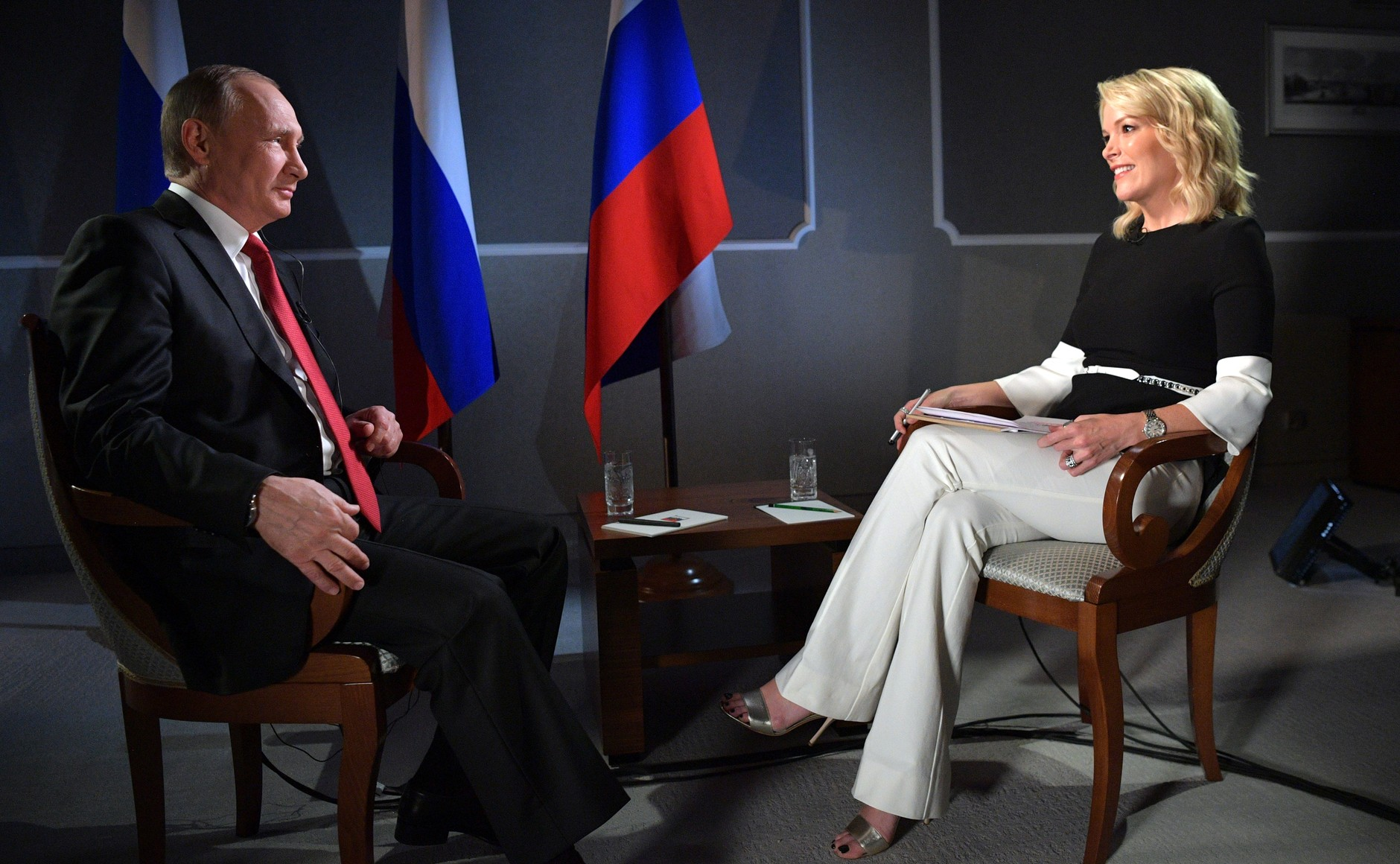
Во время интервью
с Президентом России Владимиром Путиным.
Санкт-Петербург, июнь 2017 года

В июне 2017 года являлась модератором пленарного заседания Петербургского международного экономического форума с участием Президента России Владимира Путина. После форума Келли взяла у него эксклюзивное интервью для телеканала NBC News, ставшее для неё первым в работе на этом канале.
Второй раз Президент России Владимир Путин ответил на вопросы Мегин Келли 1 марта в Кремле и 2 марта 2018 года в Калининграде.
Руководство телеканала NBC News с 25 октября 2018 года остановило её участие в съемках на телевидении в связи тем, что она 23 октября 2018 года в эфире отпустила несколько комментариев относительно грима на Хеллоуин, которые руководство посчитало расистскими. Причиной её увольнения с NBC стала фраза про грим блэкфейс, который при нанесении делает лицо темнокожим (в США этот грим десятилетиями применяли в театральных сценках для высмеивания афроамериканцев). В эфире популярного ток-шоу Келли заявила, что использование такого грима сейчас допустимо во время Хэллоуина и не является расизмом.
«Где здесь расизм? Но точно будут проблемы, если ты белый человек и делаешь чёрное лицо на Хэллоуин, или если ты темнокожий, и делаешь лицо белым на этот праздник. В моем детстве это было нормально, но только если ты наряжался в определённого персонажа», — высказала свою точку зрения Мегин Келли. Переговоры о дате окончания сотрудничества находятся на стадии рассмотрения. За досрочное расторжение контракта в качестве отступных она намерена потребовать от 50 до 70 миллионов долларов.
По информации издания TMZ, в год журналистка получала 15 миллионов долларов, а срок её нынешнего контракта должен был закончиться только через 1 год и 10 месяцев. Адвокат телеведущей Брайан Фридман намерен обязать телекомпанию выплатить Келли всю полагающуюся ей зарплату. Руководитель дирекции информационных программ Первого канала России, ведущий программы «Время» Кирилл Клеймёнов предложил 27 октября 2018 Мегин Келли работать в России телеведущей.
В январе 2019 года на сайте телеканала NBC появилась информация, что Келли получила при увольнении 30 млн долларов. Мегин и руководство канала окончательно договорились об условиях расторжения контракта: «стороны решили свои разногласия, и Мегин Келли больше не является сотрудником NBC», — говорится в официальном заявлении. Сама журналистка требовала от руководства NBC 50 млн долларов.

### После NBC News
В сентябре 2020 года Келли запустила собственный подкаст The Megyn Kelly Show. Первый эпизод был выпущен 28 сентября 2020 года. C 2021 года подкаст вместе с видеоверсией выходит на Sirius XM.
6 декабря 2023 года выступила ведущей дебатов кандидатов в президенты от Республиканской партии в Таскалусе. «Шоу Мегин Келли» выступило одним из организаторов четвёртых дебатов республиканских кандидатов.

## Личная жизнь
Первый брак Мегин с доктором Дэниелом Кендаллом окончился разводом в 2006 году.
С 1 марта 2008 года Мегин замужем во второй раз за бизнесменом Дугласом Брантом. У супругов есть трое детей: сын Эдвард Йэйтс Брант (род. 25.09.2009), дочь Ярдли Эванс Брант (род. 14.04.2011) и младший сын — Тэтчер Брэй Брант (род. 23.07.2013).
Также Мегин в течение 10 лет была тренером по аэробике.

## В культуре
Шарлиз Терон сыграла Мегин в основанном на реальных событиях фильме «Скандал».